# Рами Керянен
Рами Керянен (на фински: Rami Erich Martin Keränen) е финландски метъл китарист, композитор и вокалист.
Рами Керянен е роден на  23 февруари 1974 в Тампере, Финландия. Начало на музикалната си кариера прави като вокалист на финландската пауър метъл група Хардуер (Hardware), в която членува до 1999 г.
Следващ етап на развитие на музикалните си качества музикантът прави в бандата Дриймтейл, където освен вокалист (до 2003) е водещ китарист, композитор и член-съосновател.

## Дискография

### С Хардуер
- The Brave Men (1997) – вокал

### С Дриймтейл
- Shadow of the Frozen Sun (демо) (1999) – клавир, китара, вокал[4]
- Refuge from Reality (демо) (2000) – вокал, китара[4]
- Beyond Reality (2002) – вокал, китара[4]
- Ocean's Heart	(2003) – беквокал, китара[4]
- Wellon (сингъл) (2005) – вокал, китара[4]
- Difference (2005) – беквокал, китара[4]
- Take What the Heavens Create (сингъл) (2008) – вокал, китара[4]
- Payback (сингъл) (2008) – вокал, китара[4]
- Phoenix (2008) – беквокал, китара[4]
- Angel of Light (сингъл) (2009) – вокал, китара[4]
- Epsilon (2011) – беквокал, китара[4]
- Tides of War (сингъл) (2013) – китара[4]
- Join the Rain (сингъл) (2013) – китара[4]
- World Changed Forever (2013) – вокал, китара[4]
- Seventhian...Memories of Time (2016) – китара[4]
- The Glory (сингъл) (2022) – китара[4]
- Everlasting Flame (2022) – беквокал, китара[4]